# Langue imaginaire
Le développement des œuvres de fiction, notamment dans le domaine de la science-fiction et du fantastique, a conduit à la création par les auteurs de langues imaginaires. On peut citer quelques exemples célèbres :
- le novlangue dans 1984 de George Orwell,
- les langues elfiques (quenya et sindarin) dans les ouvrages de J. R. R. Tolkien ayant pour cadre l'univers de la Terre du Milieu,
- le klingon dans Star Trek,
- la langue Shadok, ou Gabuzomeuse, parlée par les Shadoks.

## Œuvres utilisant des langues construites
Dans la série de livres Le Trône de fer par exemple, le dothraki est une langue imaginaire, tout comme l'est l'elfique, une langue inventée par J. R. R. Tolkien pour les sagas Le Seigneur Des Anneaux et Le Hobbit. Tolkien a créé plusieurs langues elfiques, dont les plus connues sont le quenya (haut-elfique) et le sindarin (gris elfique).